# Левин, Дойвбер
Дойвбер Ле́вин (в быту Борис Михайлович, имя и отчество при рождении и по паспорту — Бер Ми́хелевич Ле́вин; 11 [24] октября 1904 года, Ляды, Могилёвская губерния, Российская империя — 17 декабря 1941, Погостье, Ленинградская область) — русский советский писатель и сценарист, участник объединения ОБЭРИУ.

## Биография
Родился в хасидской семье (его родное местечко было центром движения Хабад), в детстве знал только идиш. Его отец, оршанский мещанин бабиновичского общества Михель Залманович Левин служил приказчиком в торговом доме Лейкиных; мать Сима Екуселевна была домохозяйкой. Самоучкой овладел русским языком в начале 1920-х, когда приехал в Петроград на учёбу. В 1921 году поступил в Петроградский университет, в 1924 году перешёл на театральное отделение Института истории искусств, где учился до 1928 года (ушёл с четвёртого курса).
С 1926 по 1928 год участник литературной группы «Обэриу» («обэриуты»), в которую входили Даниил Хармс, Александр Введенский, Николай Заболоцкий. Левин был единственным «чистым» прозаиком среди обэриутов. Его книга, написанная в духе обэриутов — «Похождения Феокрита» — не сохранилась. Участвовал в постановке пьесы Хармса «Елизавета Бам».
По словам Игоря Бахтерева, познакомился с Хармсом на одном из вечеров у Поля Марселя (шурина Хармса) и был одним из самых близких его друзей. По свидетельству И. В. Бахтерева, рассказы Левина оказали влияние на прозу и драматургию Хармса.
В воспоминаниях Л. Пантелеева Левин называется учеником Хармса. Маршак, обыгрывая значение имени Дойвбер — медведь, называл Левина «гималайским медведем».
В 1930 году Левин начал публиковать книги для детей и юношества («Полёт герр Думкопфа»). В 1931 году вышла книга «Десять вагонов» о ленинградском еврейском детском доме при школе, которой руководил музыкант, педагог и фольклорист Зиновий Аронович Кисельгоф, построенная как цикл рассказов — воспоминаний детей о жизни в местечках черты оседлости, об ужасах гражданской войны и погромов. В повестях Левина на еврейские темы — «Улица сапожников», 1932 (о пути в революцию сына ремесленника), «Вольные штаты Славичи», 1932 (о 33-часовом периоде власти банды анархистов в еврейском местечке), «Лихово» (о жизни местечковых бедняков-ремесленников), особенно в двух последних, преобладает плотный бытовой колорит.
В 1936 году по сценарию Левина выходит фильм «Федька», посвящённый героике гражданской войны, в котором роли исполняли Пётр Алейников и Василий Меркурьев. Позднее вышла одноимённая повесть Левина (1939).
В первые дни войны добровольно пошёл в армию и погиб в бою под Погостьем.

## В воспоминаниях современников
...А за углом, на улице Чехова, жил милый друг мой Борис Михайлович Левин [По-настоящему, по паспорту, его звали Дойвбер, то есть медведь по-древнееврейски (дойв) и медведь на современном еврейском (бер)]. Жил и больше не будет жить. Ни здесь и нигде в этом мире...
В отличие от своего учителя Хармса, он был настроен безысходно мрачно, немецкое нашествие его пугало.
Веселый, добродушный, мешковатый, — С. Я. Маршак называл его "гималайским медведем", намекая отчасти на внешность, отчасти на имя Левина*, — уютный, чем-то очень похожий на милейшего Л. М. Квитко, Борис Михайлович вдруг, на глазах у нас растерял всю свою уютность, весь оптимизм. Еще в 1939 году, когда немцы, перестав играть в прятки, в открытую пошли "завоевывать мир", он сказал мне (или повторил чьи-то слова):
— В мире погасли все фонари.
И все-таки в первые же дни войны он пошел записываться в ополчение. Поскольку он был, как и все мы, офицером запаса, его направили в КУКС, то есть на курсы усовершенствования командного состава. Там он учился три или четыре месяца. Потом получил назначение на фронт, который был уже совсем рядом.
Погиб Борис Михайлович в открытом бою — на железнодорожном полотне, в 25 километрах от станции Мга. Первый немец, которого он увидел, погасил для него все фонари, и солнце, и звезды...
Пантелеев А. И. Из старого путевого дневника (Январь 1944 г.).)

## Сочинения
- Полёт герр Думкопфа. Книга для детей, 1930
- Десять вагонов, 1931
- Улица сапожников, 1932
- Вольные штаты Славичи, 1932
- Лихово, 1934
- Федька. Сценарий, 1936, перераб. в повесть, 1939
- Амур-река. Пьеса, 1939
- Десять вагонов. — М.: Книжники, 2016. — 322 с. — (Проза еврейской жизни). — современное переиздание книги 1931 года
- Лихово. М.: Текст, 2017.
- Вольные штаты Славичи. М.: Книжники, 2020.